# Obergericht (Königreich Hannover)
Obergerichte waren im Königreich Hannover die Gerichte der ordentlichen Gerichtsbarkeit in der zweiten Instanz.

## Einrichtung
1850 gab es im Königreich Hannover eine Vielzahl von unterschiedlichsten Gerichten. In der ersten Instanz waren dies 274 Untergerichte, davon 162 Ämter, 64 Patrimonialgerichte und 48 Magistrate. Als Mittelinstanz bestanden 10 Justizkanzleien als Mittelgerichte. In der obersten Instanz bestand das Oberappellationsgericht Celle.
Nach der Revolution von 1848 wurde im Königreich Hannover die Rechtsprechung von der Verwaltung getrennt und die Patrimonialgerichtsbarkeit abgeschafft.

## Gerichte
Zum 1. Oktober 1852 wurden 12 Große und 4 Kleine Obergerichte als Gerichte zweiter Instanz (vergleichbar mit heutigen Landgerichten) eingerichtet.
Die neu eingerichteten Obergerichte waren:
- Große Obergerichte
  - Aurich
  - Celle
  - Göttingen
  - Hannover
  - Hildesheim
  - Lüneburg
  - Meppen
  - Nienburg
  - Osnabrück
  - Osterode
  - Stade
  - Verden
- Kleine Obergerichte
  - Dannenberg
  - Goslar
  - Hameln
  - Lehe[4]

Am 16. Mai 1859 wurden die Obergerichte Dannenberg, Goslar, Osterode und Lehe aufgelöst. Der Gerichtsbezirk des Obergerichtes Dannenberg wurde dem Obergericht Lüneburg, der des Obergerichtes Goslar dem Obergericht Hildesheim, der des Obergerichtes Osterode dem Obergericht Göttingen und der des Obergerichtes Lehe dem Obergericht Verden zugeschlagen. Die Obergerichte Hameln und Nienburg waren nun kleine, die anderen große Obergerichte.
Mit der Annexion Hannovers durch Preußen 1866 wurden die verbliebenen Obergerichte zunächst ansonsten unverändert zu preußischen Obergerichten. 
Erst 1875 wurde das Obergericht Meppen aufgehoben und sein Bezirk mit dem des Obergerichts Osnabrück vereinigt.
Im Zuge der neuen, reichseinheitlichen Gerichtsverfassung wurden 8 der verbliebenen 11 Obergerichte ab 1. Oktober 1879 als Landgerichte fortgeführt und die anderen drei mit benachbarten Bezirken zusammengelegt: Celle kam zu Lüneburg, Hameln zu Hannover und Nienburg zu Verden.

## Rechtsanwaltskammern
Im Königreich Hannover wurden mit dem Gesetz, die Einrichtung von Anwaltskammern betreffend vom 8. November 1850 an jedem Obergericht eine Anwaltskammer geschaffen. Diese diente erstmals aus als Disziplinarrath also als Anwaltsgericht.